# Gábor Garai
Dans le nom hongrois Garai Gabor, le nom de famille précède le prénom, mais cet article utilise l’ordre habituel en français Gabor Garai, où le prénom précède le nom.
Gábor Garai (Budapest, 27 janvier 1929 - Budapest, 9 septembre 1987) est un poète et écrivain hongrois.

## Biographie
Diplômé de l'école secondaire en 1948, il commence cette année-là à publier des poèmes dans des revues hongroises. Son premier recueil est édité en 1956 mais sa véritable carrière ne débute qu'avec l'anthologie collective d'inspiration socialiste Danse du Feu en 1958 où il publie un poème qui donne son nom à l'ouvrage. 
« Il se place parmi les meilleurs poètes hongrois d'aujourd'hui [en 1963] par l'ardeur de sa passion et par la souplesse de sa technique. ».
Il écrit dans Élet és Irodalom (Vie et Littérature) de 1960 à 1964 puis devient secrétaire du Parti socialiste ouvrier hongrois (1966-1980) et de l'Association des écrivains hongrois (1964-1968) dont il est secrétaire général adjoint de 1972 à 1976 avant de redevenir secrétaire général. 
Vice-président du PEN Club hongrois de 1982 à sa mort et rédacteur en chef du magazine littéraire Horizon, il a reçu en 1965 le plus prestigieux prix littéraire hongrois, le Prix Kossuth.

## Récompenses et distinctions
- Prix Attila József, 1959, 1963 et 1979
- Prix Kossuth, 1965
- Prix Szot, 1973
- Prix Radnóti, 1981

## Œuvres
Ses œuvres traitent de la vie et de la mort, de la Révolution, de l'amour et de la solitude. 

### Théâtre
- Biztató (Mai magyar költők estje) (1959)
- Tűz-tánc (1959)
- Emberül felelj! (1961)
- Reggeltől Reggelig (1962)
- Ezek a mai fiatalok (1963)
- Gyöngykagylók (1963)
- Michelangelo-emlékest (1964)
- Pódium 64 (1964)
- Párbeszéd József Attilával (1964)
- A könyvek és én (1964)
- Mozgó világ (1964)
- Rapszódia az elragadtatásról (1965)
- Kalózok szeretője (1965)
- Vietnám ege alatt (1967)
- Budapest költészete (1967)
- Mindenre Képes Újság (1967)
- Mindenkinek, mindenkinek (1967)
- Fő a fejünk (1968)
- A lebegő atlasz (1973)
- Tombol a Hold (1974)
- Várj reám! (1976)
- Boldog akar lenni az ember... I.-II (1977)
- Tündér a kertben (1977)
- Orfeusz átváltozásai (1977)
- Csak semmi szenzáció (1979)
- A reformátor (1984)
- A kölyökkor álmai (1985)
- Villa Negra (1986)

Comme traducteur
- Új szimfónia (1962)
- A kaukázusi krétakör (1964, 1968, 1975)
- Kalózok szeretője (1965)
- A krétakör (1966)
- Egy fő az egy fő (1966, 1978, 1989)
- A Luzitán szörny (1970)
- Tou O igaztalan halála (1971)

### Poésies et autres publications
- Zsúfolt napok (1956)
- Ének a gyógyulásért (1958)
- Emberi szertartás (1960)
- Mediterrán ősz (1962)
- Magyar versek könyve (1963)
- Artisták (1964)
- Nyárvég (1966)
- Eszköz és eszmélet (essai, 1965)
- Szabad-kikötő (traduction de poèmes sélectionnés, 1966)
- Kedd (1967)
- Kis csodák (1968)
- Anyaföld (1968)
- Meghitt találkozások (essai, 1969)
- Írás a falon (1969)
- Orpheus átváltozásai (1970)
- Márciusi nyár (1971)
- Ablakban a nap (1972)
- A szenvedély évszakai (1973)
- Elférünk a földön (étude, 1973)
- Váci Mihály válogatott versei (1974)
- Elégiák évada (1974)
- A lebegő atlasz (drame, 1975)
- Ölelkezők (1975)
- Visszfény (1976)
- Bizalom (1977)
- Szélcsend és újra szél (1978)
- A kék sziget (1979)
- A viszályokon át (essai critique, 1979)
- Jégkorszak után (1980)
- Meghitt beszélgetések (1980)
- Simon István válogatott versei (1980)
- Indián nyár (1981)
- Végtelen meg egy (1981)
- Delfin és medúza (1982)
- Legszűkebb hazám (1984)
- Kelet-nyugati kerevet (1984)
- A megtartó költészet - prózában (essai critique, 1985)
- A reformátor (drame, 1985)
- Tiszta zengés (1986)
- A lady lovagja (1986)
- Doktor Valaki tévelygései (1988)
- Zápor és aszály (1988)

### Traductions
- Vítězslav Nezval, Az éjszaka költeményei (poèmes, 1966)
- Andreï Voznessenski, Oza (poèmes, 1967)
- Hans Magnus Enzensberger, Vallatás éjfélkor (poèmes, 1968)
- Andreï Voznessenski, Tükör-világok (poèmes, 1970)
- Napkeltenyugta (poèmes, 1976)
- A. F. Faiz, Két szerelem (poèmes, 1979)
- Robert Rojdestvenski, Szomjúság (poèmes, 1979)
- Nguyên Trai, Írás egy kardon (poèmes, 1980)
- Hans Magnus Enzensberger, A Titanic pusztulása (poèmes, 1982)
- Stephen Spender, A kettőzött szégyen (poèmes, 1986)